# 왕정 (원나라)

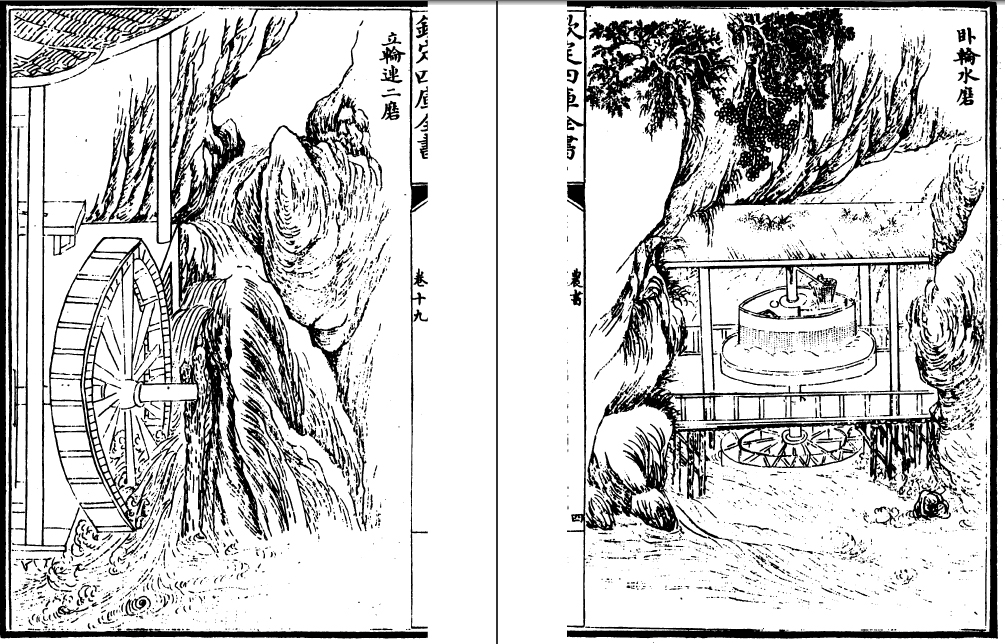
왕정의 《농서》 제19권에 등장하는 물레방아.

왕정(중국어 간체자: 王祯, 정체자: 王禎, 병음: Wáng Zhēn, 1271년 ~ 1333년)은 중국 원나라의 기계공학자, 농학자, 발명가, 작가, 정치인으로 자는 백선(伯善)이다. 그는 나무로 만든 활자 인쇄 기술의 초기 혁신자들 가운데 한 명이었다. 그의 삽화가 있는 농업 논문인 《농서》(農書)는 13세기 말부터 14세기 초반 사이에 중국에서 이용 가능한 광범위한 장비와 기술을 다루는 당대의 가장 발전된 문헌 가운데 하나였다.

## 생애와 작품
왕정은 산둥성 동평(東平, 현재의 타이안시 둥핑현)에서 태어났으며 안후이성과 장시성의 관리로 오랜 세월을 보냈다. 1290년부터 1301년까지 안후이성 정덕현(旌德縣, 현재의 안후이성 쉬안청시 징더현)의 현령(縣令)을 지냈으며 목판 인쇄의 선구자이기도 했다. 목제 활자는 1313년에 왕정이 지은 《농서》(農書)에 기록되어 있다. 제목은 작품의 주요 초점을 설명하지만 농업의 범위에 국한되지 않는 다양한 주제에 대한 훨씬 더 많은 정보를 통합한 것이 특징이다. 왕정이 지은 《농서》는 중세 중국의 다양한 과학, 기술, 농업 관행의 적용과 사용을 설명하는 매우 중요한 논문이다. 이 문헌은 수차부터 동력 활자 인쇄에 이르는 중세 중국 기술에 대한 묘사적인 걸작으로 여겨진다.
왕정은 많은 실용적인 이유 때문에 《농서》를 썼지만 한편으로는 원나라 시대의 가난과 억압에 직면하여 그들의 경제적 생계를 향상시킬 수단을 찾는 중국의 가난한 시골 농부들을 돕고 지원하기 위한 서적으로 활용하기 위하여 썼다. 비록 이전 송나라는 중국 문화가 높고 상대적으로 경제적, 농업적으로 안정된 시기였지만 원나라는 몽골 제국이 남송을 정복하면서 중국의 경제적, 농업적 기반을 완전히 손상시켰다. 따라서 《농서》와 같은 책은 농촌 농부들이 수확량을 생산하는 효율성을 극대화하는 데 도움을 줄 수 있었고 그들은 일상 생활을 돕기 위해 다양한 농업 도구를 사용하는 방법을 배울 수 있었다. 그러나 이것은 시골 농부들(대부분 문맹자)이 읽을 의도가 아니라 농민들이 거의 알지 못하는 현재 이용 가능한 최고의 농업 방법을 연구하기를 원하는 지역 관리들이 읽을 의도였다.
농슈는 110,000자가 넘는 한자로 쓰여진 그 자체의 시대에도 믿을 수 없을 정도로 방대한 책이었다. 그러나 이것은 535년 가사협(賈思勰)이 쓴 초기 중세 중국의 농업 논문인 《제민요술》(齊民要術)보다 약간 더 클 뿐이었다.

## 기술 혁신

### 수력 풀무

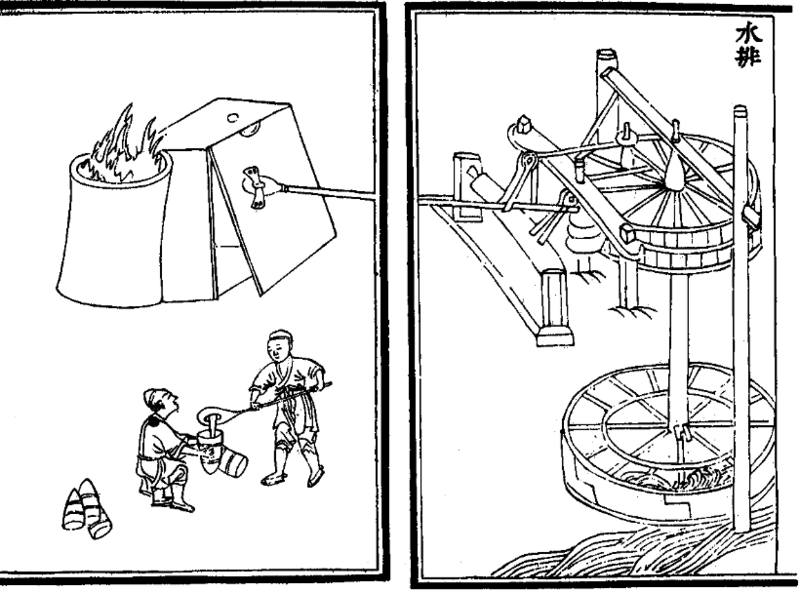
원나라 시대인 1313년에 왕정이 《농서》에서 물레방아로 작동시킨 화로 풀무를 그린 삽화.

한나라(기원전 202년 ~ 기원후 220년)의 중국인들은 용광로의 팽창 가능한 풀무를 무쇠로 만드는 데에 수력을 처음으로 사용했다. 이것은 후한 시대의 허난성 난양시 출신 공학자인 두시(杜詩)가 기원후 31년에 지은 문헌에 기록되었다. 두시 이후에 많은 중국인들은 용광로의 풀무를 작동시키기 위해 수력을 계속 사용했다. 5세기에 지어진 《수경주》(水經注)는 물레방아에 동력을 공급하기 위해 흐르는 강물을 사용한다고 설명했으며 814년에 지어진 《원화군현도지》(元和郡縣圖志)를 비롯한 당나라 시대의 지리학적 문헌도 그러하다.
두시는 야금학에서 처음으로 풀무에 수력을 적용했지만 1313년에 지어진 왕정의 《농서》에서 수력을 사용한 최초의 그림과 인쇄된 삽화가 함께 나왔다. 왕정은 이전 시대와 14세기에 제작된 수력 발파기의 사용 방법을 다음과 같이 설명했다.

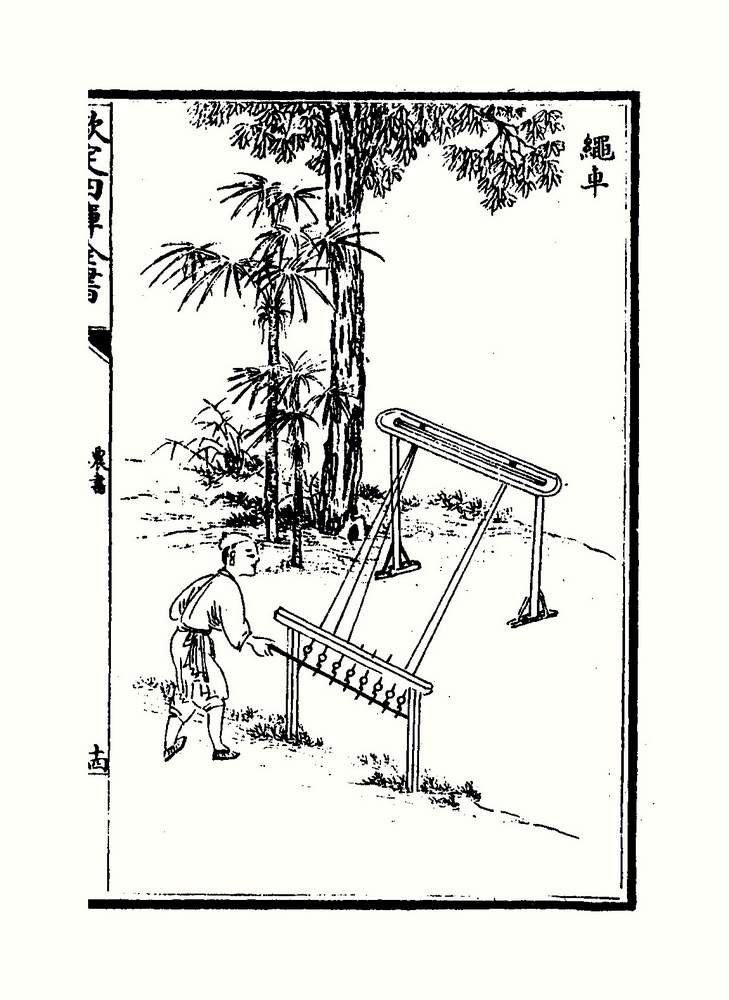
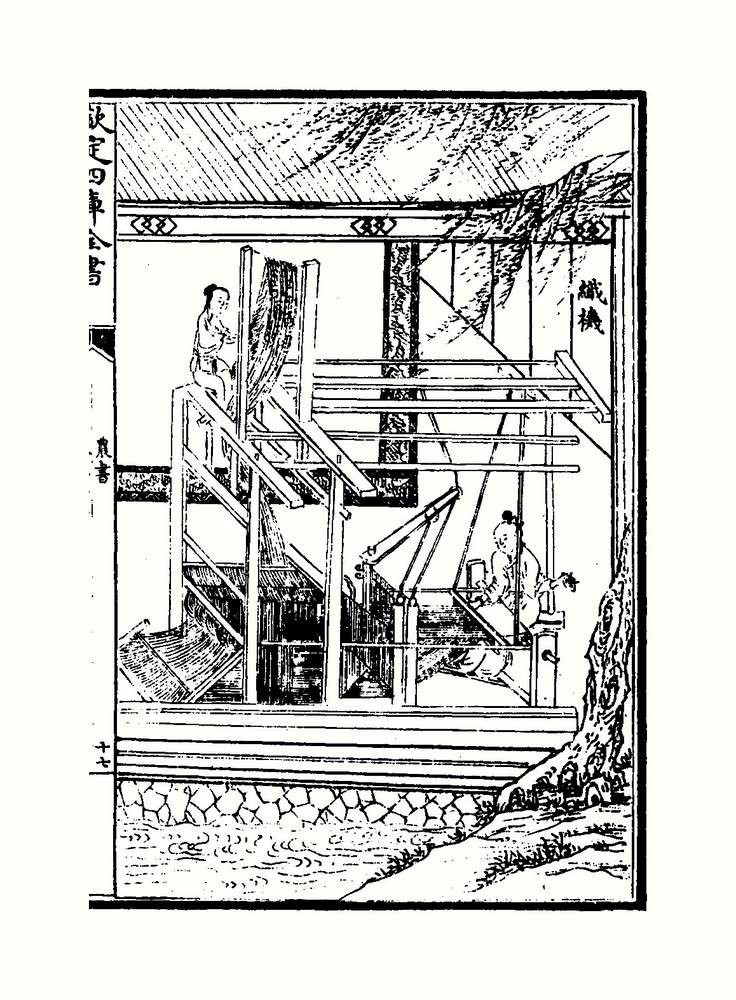
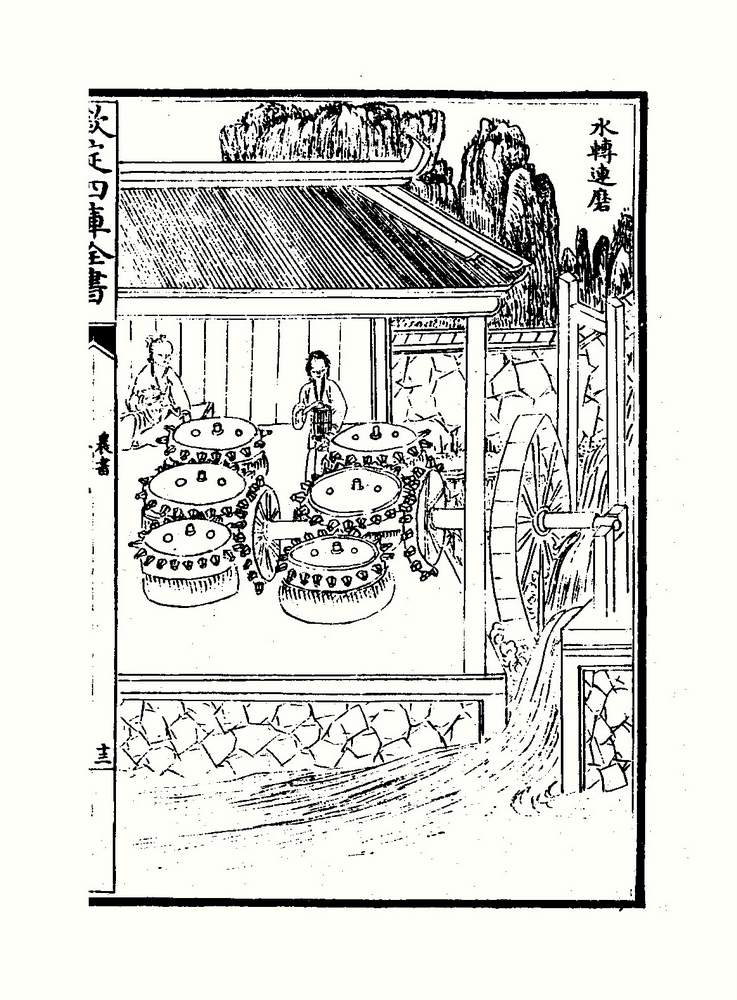
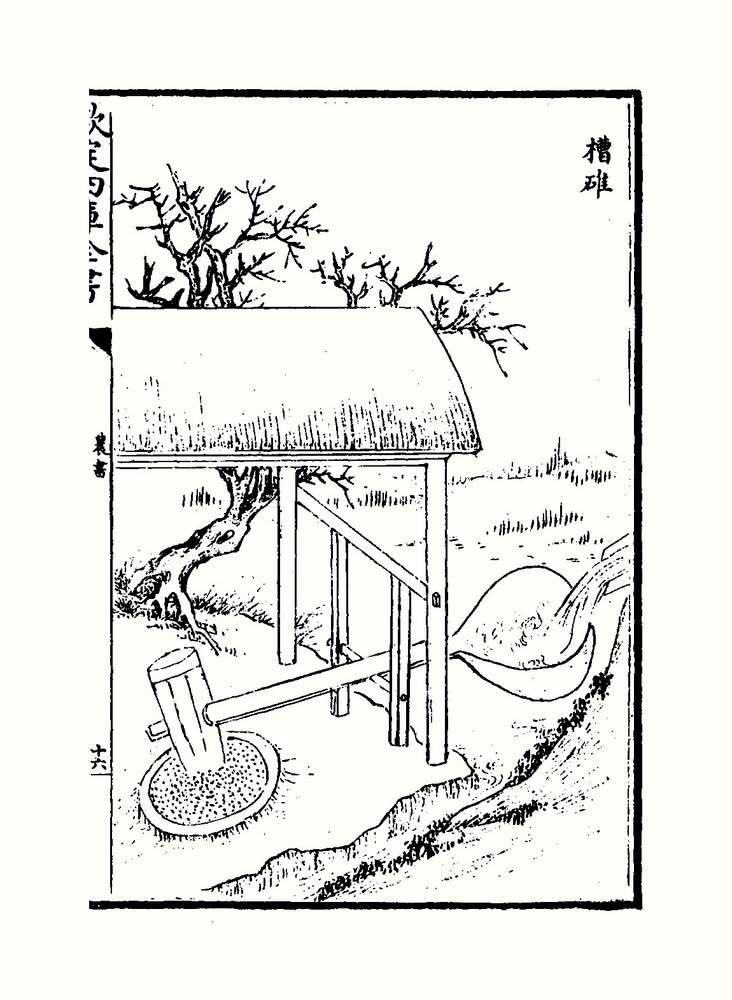
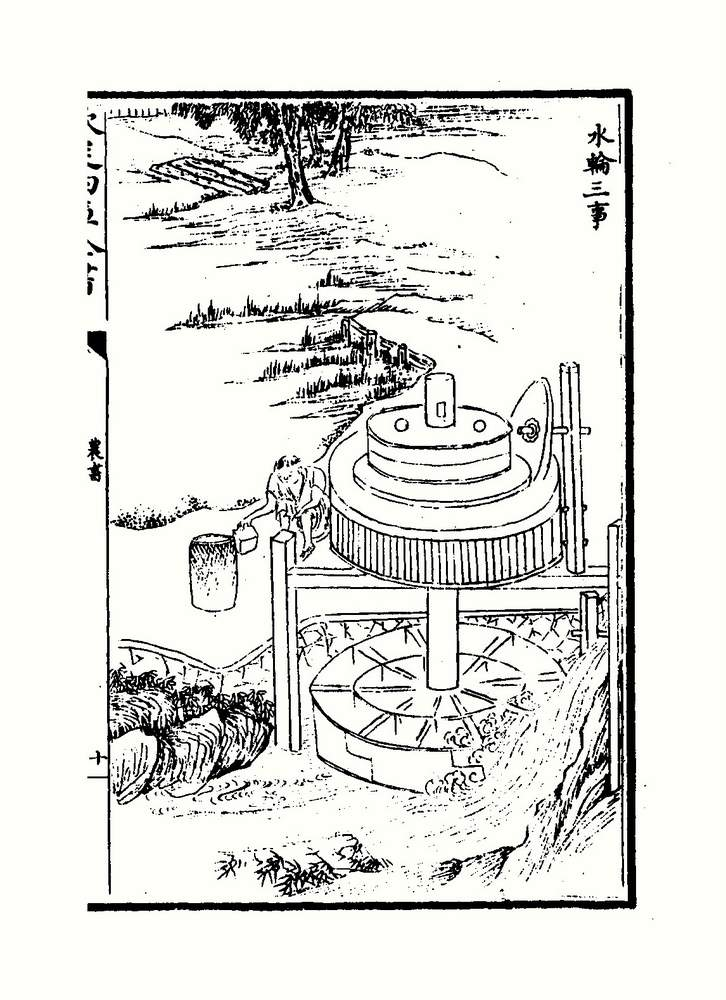
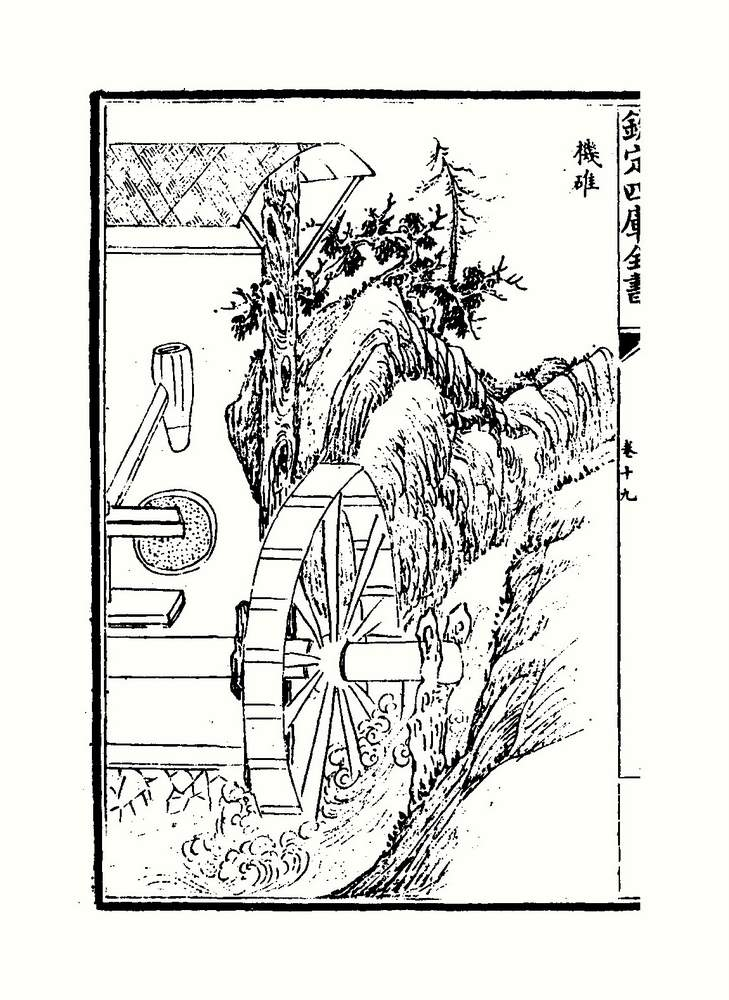

| “ | 현대(1313년 당시) 연구에 따르면 옛날에는 가죽 부채서럼 생긴 풀무를 사용했지만 지금은 항상 나무 부채처럼 생긴 풀무를 사용한다. 구조는 다음과 같다. 급류 옆에 위치를 선정하고 아래쪽에 있는 바퀴가 물의 힘에 의해 회전하도록 2개의 수평 바퀴가 있는 골조에 수직 축을 설치한다. 위쪽에 있는 바퀴는 구동 띠에 의해 전방에 있는 (작은) 바퀴와 연결되며 바퀴에는 기이한 돌출부(진동 막대기)가 있다. 그런 다음에 (구동 바퀴의) 회전에 따라 기이한 돌출부에 부착된 연결 막대기가 회전 굴림대를 밀고 당긴다. 회전 굴림대는 지레를 좌우로 밀어서 원판 막대기로 전달된다. 따라서 이것은 앞뒤로 밀려서 인력으로 가능한 것보다 훨씬 더 빠르게 용광로에서 풀무를 작동시킨다. | ” |

| “ | 다른 방법도 사용된다. 풀무 앞쪽에서 나오는 길이 3척 정도의 나무 (원판) 막대 끝에는 초승달 모양의 곡선 나무 조각이 바로 세워져 있는데 이 모든 것이 그네의 것과 같은 밧줄로 위에 매달려 있다. 그리고 풀무 앞에는 밧줄로 연결된 튼튼한 대나무가 있다; 이것이 풀무의 부채의 움직임을 조절하는 것이다. 그런 다음 (수직) 물레방아의 회전에 따라 구동 축에 고정된 돌출부가 자동으로 곡선 판(원판 돌출부에 부착됨)를 누르고 이에 따라 뒤쪽(안쪽)으로 이동한다. 마침내 손잡이가 내려오면 대나무(용수철)가 풀무에 작용하여 원래의 위치로 돌아온다. 마찬가지로 하나의 구동 장치을 사용하여 수력 기계 망치와 동일한 원리로 여러 개의 풀무(축의 돌출부에 의해)를 작동할 수 있다. 이것 또한 매우 편리하고 빠르다... | ” |

### 왕정의 가동 활자 인쇄
왕정은 이동식 활자 인쇄를 개선하면서 전체 블록을 만들기 위해 도자기 틀로 활자를 굽는 대안적인 방법을 언급했다. 왕정은 1290년부터 1301년까지 안후이성 정덕현의 현령을 역임하던 시기에 목제 활자를 사용한 것으로 가장 잘 알려져 있다. 그의 주요 공헌은 나무로 된 이동식 활자의 복잡하고 체계적인 배열과 함께 간단한 기계 장치로 조판 속도를 향상시킨 것이다. 왕정은 나무로 활자를 만드는 과정을 다음과 같이 요약했다.
| “ | 그러나 이제는 [토기형을 넘어서] 더 정확하고 편리한 또 다른 방법이 있다. 식자용 틀은 나무로 만들어졌는데 대나무 조각으로 선을 그었고 글자가 새겨져 있다. 그리고 나서 하나의 글자가 별도의 조각을 형성할 때까지 작은 톱으로 블록을 사각형으로 잘라낸다. 이 각각의 글자들은 4개의 면 모두를 칼로 다듬어서 마무리하는데 그것들이 정확히 같은 키와 크기가 될 때까지 비교하고 시험한다. 그런 다음에 기둥(식자용 틀)에 활자를 넣고 그 사이에 준비한 죽간을 밀어 넣는다. 모든 활자가 형태로 설정된 후에는 나무 마개로 공간을 채워서 활자가 완벽하게 단단하고 움직이지 않도록 만든다. 활자가 완전히 굳으면 먹물을 묻혀서 인쇄가 시작한다. | ” |

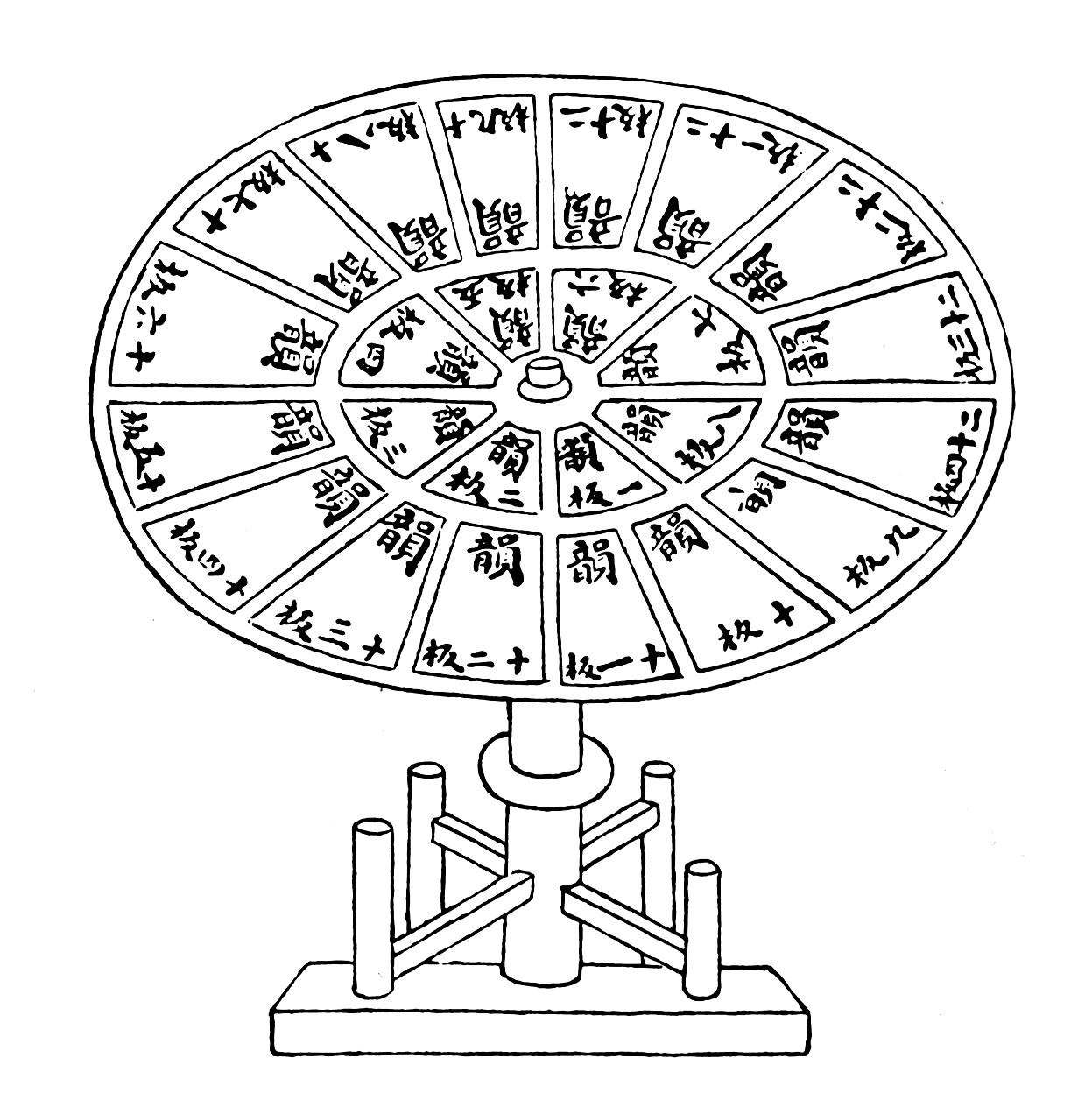
1313년에 출판된 왕정의 《농서》에서 주로 운율 체계에 의해 배열된 개별 가동 활자를 가진 회전판의 유형 사례.

목제 활자는 11세기에 송나라의 필승에 의해 사용되었고 실험의 대상이 되었지만 나무가 사용하기에 적합하지 않은 재료로 판단되어 폐기되었다. 왕정은 특정 유형의 절단 및 마감 방법을 추가하여 이전에 실험한 공정을 개선하여 공정을 더 효율적으로 만드는 활자 통과 회전판을 만들었다. 왕정의 체계에서 모든 한자는 중국어의 서로 다른 5개 성조와 운율에 따라 표준 중국어 운율의 공식적인 책을 사용하여 구성되었다. 이 과정에서 실제로 2개의 회전판이 사용되었는데 하나는 운서의 공식적인 유형을 가진 판이고 다른 하나는 빠른 선택을 위해 가장 자주 사용되는 한자를 포함한 판이었다. 전체 과정을 더 효율적으로 만들기 위해 각 한자에는 다른 번호가 할당되어 번호가 호출될 때 그 문자를 선택할 수 있었다. 숫자가 정해지지 않은 희귀하고 특이한 글자들은 필요할 때 나무를 자르는 사람들에 의해 간단하게 그 자리에서 만들어졌다.
새 책을 인쇄하는 동안에 왕정은 인쇄에 사용되는 4가지 면의 나무 블록의 수정된 크기를 만들기 위해 각 책의 직사각형 치수를 결정할 필요가 있다고 설명했다. 인쇄 작업에 필수적인 먹물을 제공하는 것은 기둥에서 수직으로 움직이는 붓을 통해 수행되었고 종이에 찍힌 인상은 위에서 아래로 붓으로 문질러야 했다.
1490년에 화수(華燧)가 중국에서 청동 활자 인쇄를 개척하기 2세기 전에 왕정은 주조할 때 녹는점이 낮기 때문에 선호되는 금속인 주석을 사용하여 인쇄하는 실험을 했다. 왕정은 《농서》에서 다음과 같이 썼다.
| “ | 좀 더 최근(13세기 후반)에는 활자도 주조를 통해 주석으로 만들어졌다. 그것은 철사에 매달려서 책을 인쇄하기 위해 형태의 기둥에 단단히 고정되어 있다. 그러나 이런 종류의 것들 가운데 어느 것도 먹물을 쉽게 가져가지 못했고 그것은 대부분의 경우 엉성한 인쇄를 만들었다. 그러한 이유로 그것들은 오래 사용되지 않았다. | ” |

따라서 주석을 사용한 13세기 중국의 금속활자는 먹물 처리와 호환되지 않았기 때문에 성공하지 못했다. 왕정의 시대에는 성공하지 못했지만, 15세기 후반에 등장한 화수의 청동 금속활자는 19세기 후반까지 수세기 동안 중국에서 사용되었다.

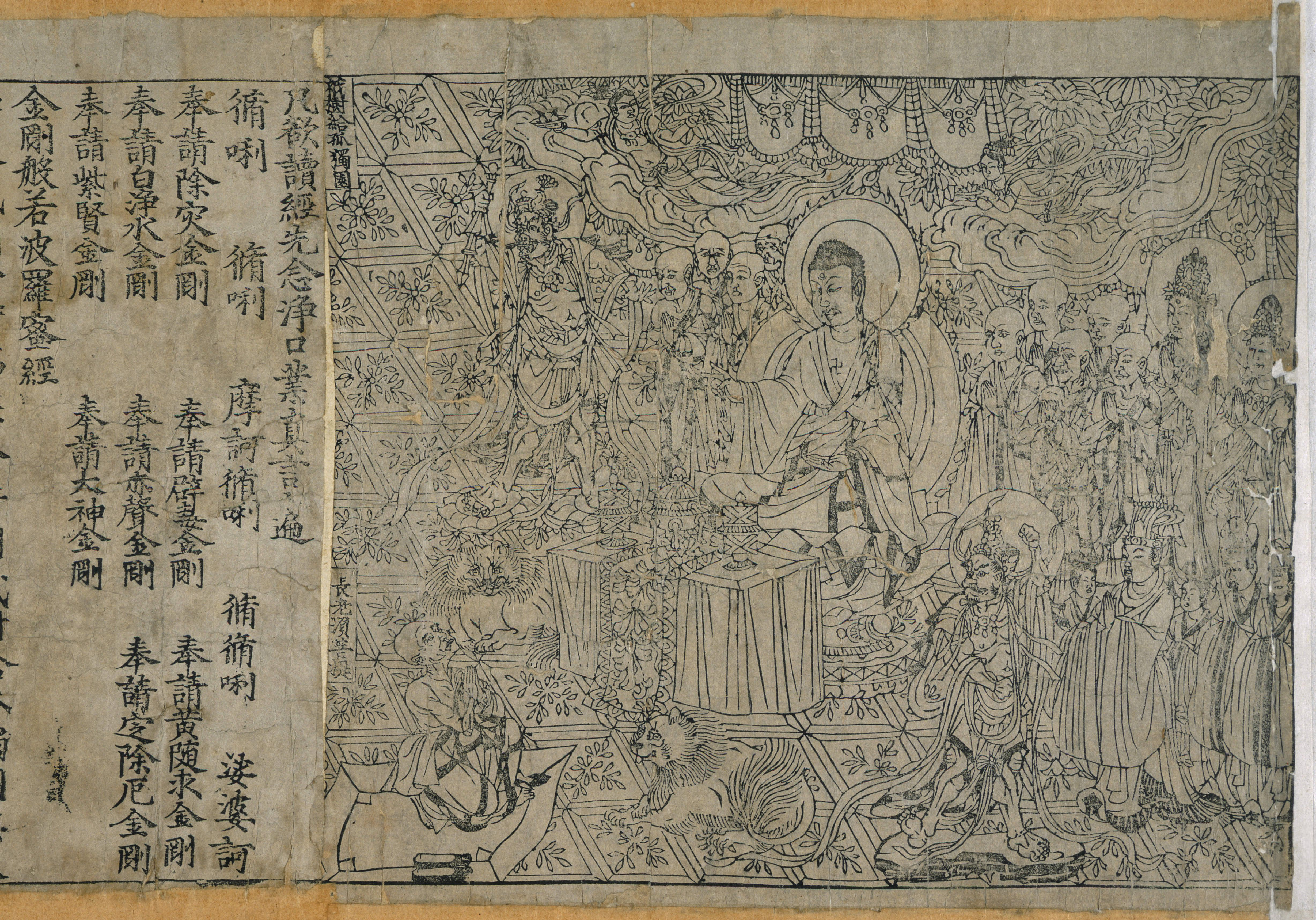
현존하는 세계에서 가장 오래된 목판 인쇄 서적인 중국의 《금강반야바라밀경》(868년).

비록 왕정의 《농서》는 대부분 목판 인쇄로 인쇄되었지만 그의 움직이는 목판 활자의 발명은 곧 안후이성 지역에서 대중적으로 사용되었다. 왕정의 목제 활자는 정덕현의 지방 관보를 인쇄하는 데에 사용되었는데 회전판에 조직된 60,000자의 문자를 사용했다. 1298년에는 한 달에 100부 정도가 목판 활자로 인쇄되었다. 왕정의 뒤를 이어 1322년에는 저장성 펑화시의 마성덕이라는 현감이 회전판에 100,000자의 활자로 된 유교 경전을 인쇄했다. 금속활자는 고려에서도 13세기에 이르러서야 발달한 반면 중국에서는 명나라(1368년 ~ 1644년)의 인쇄업자인 화수가 1490년에 청동 활자를 사용하기 이전까지 금속활자가 개척되지 않았다. 금속활자는 명나라 시대에 중국에서 사용할 수 있게 되었지만 목판 활자는 19세기까지 일반적으로 사용되었다. 그 이후 15세기에 요하네스 구텐베르크에 의해 처음으로 개척된 유럽 인쇄기는 디지털 인쇄와 현대 컴퓨터 프린터의 출현 이전까지 중국과 대부분의 세계 사회에서 주요하고 표준이 되었다.
그러나 14세기에서 16세기의 명나라 시대에 활자 인쇄로 인해, 지방의 학원, 지방 관공서, 인쇄의 부유한 지역 후원자들에 의해 사용되었고 난징, 쑤저우, 창저우, 항저우, 원저우, 푸저우의 도시에 위치한 중국의 대형 상업 인쇄기들에 의해 사용되었다. 명나라 시대에는 소설, 미술, 과학 기술, 호적, 지방지 등 다양한 주제의 책들이 목제 가동 활자로 출판되었다. 1541년에는 목판활자를 사용한 두 개의 다른 중요한 출판물이 2명의 다른 태자의 후원하에 만들어졌는데 초기 송나라의 시인인 소철(蘇轍)의 대규모 문집을 인쇄한 수 태자, 원나라 시대의 작가에 의해 쓰여진 미신에 대한 반박으로 쓰여진 책을 인쇄한 이 태자가 이에 해당한다.
청나라 시대(1644년 ~ 1911년)에는 이전 명나라 때보다 훨씬 더 넓은 규모의 목판 활자가 사용되었다. 그것은 공식적으로 청나라 황실의 후원을 통해 사용되었지만 민간 인쇄 회사들 사이에서 널리 퍼져 있었다. 움직이는 활자의 창조는 청나라 시대에 흔히 전당 잡히거나 팔거나 선물로 제공되었기 때문에 현명한 투자 사업이 되었다. 조정의 영역에서 영정제가 1733년에 253,000개의 나무 활자를 제작한 자금성 무영전(武英殿)에서 인쇄를 담당한 관리인 진건(陳建, 1794년 사망)이 배치되었다. 이 계획의 책임자였던 진건은 《무영전취진판정식》(武英殿聚珍版程式)에서 인쇄 과정에 대한 자세한 내용을 제공했다. 진건은 19개의 서로 다른 부문에서 그는 다음에 대한 자세한 설명을 제공했다.
- 형체
- 활자 자르기
- 활자 만들기
- 판 만들기
- 다양한 두께 표시하기
- 비우기
- 가운데 기둥
- 분류 상자
- 쪽 및 열 규칙 양식
- 글자 설정
- 교정
- 인쇄
- 활자의 분포
- 교대 시간표[17]

왕정의 가동 활자 공정과 진건의 공정 사이에는 눈에 띄는 차이가 있다. 왕정은 글자를 나무토 막에 새긴 다음에 톱으로 잘라내고 진건은 글자를 활자로 자르기 전에 활자체를 준비함으로써 그 과정을 시작했다. 왕정은 설정 과정에서 작업자들에게 활자가 오는 회전판을 사용한 반면 진씨는 작업자들이 정리형으로 가는 체계를 개발했다. 왕정의 틀도 활자가 이미 정해진 다음에 추가되었고 진건은 같은 종이에 자로 된 종이와 글을 따로 인쇄했다.

### 농업

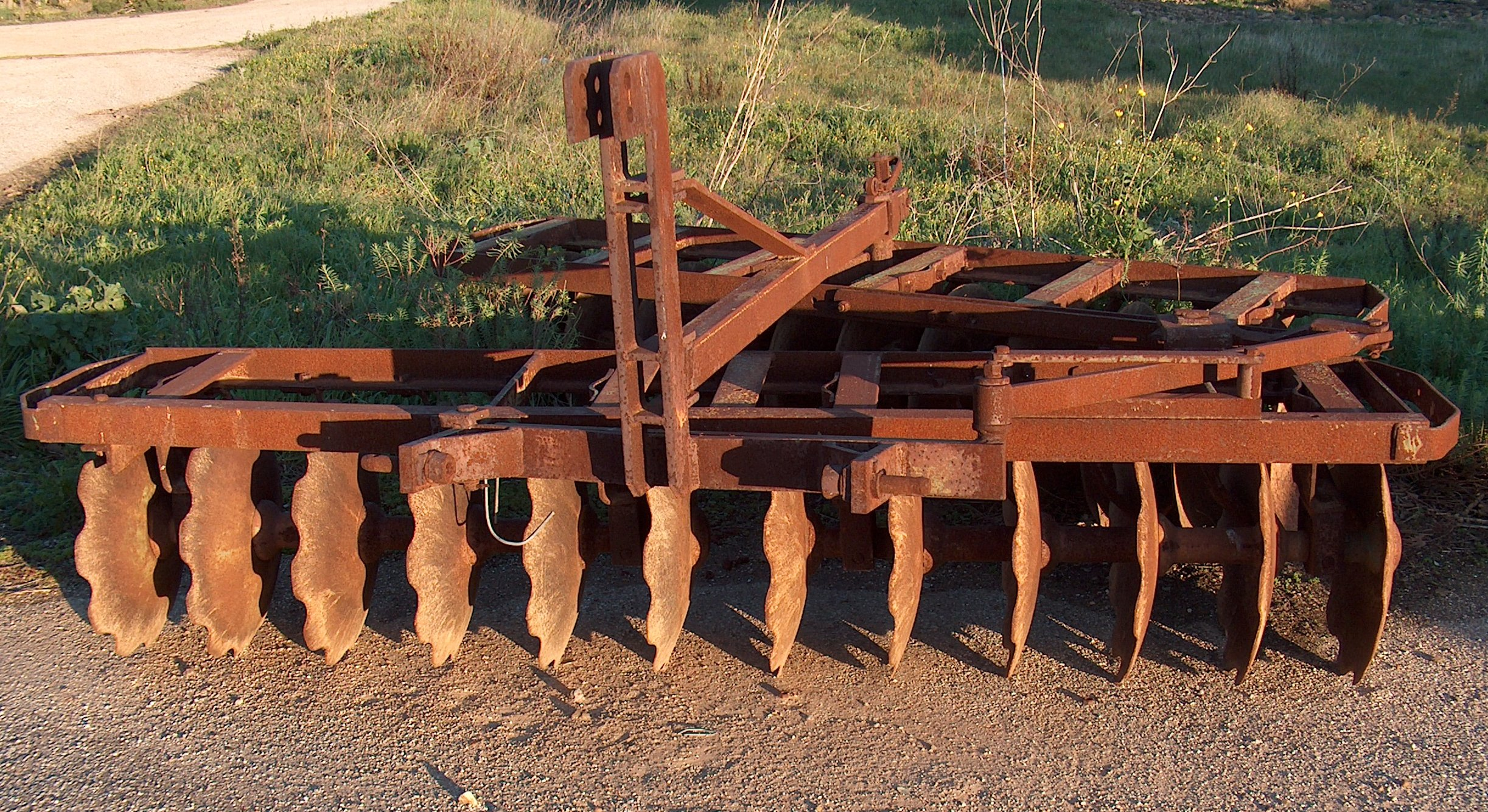
현대적인 원형 써레.

왕정이 쓴 《농서》(農書)의 주요 초점은 중국의 농업 분야였다. 그의 책은 과거와 그 자신의 시대에 사용된 농기구들의 방대한 목록을 열거하고 기술했다. 또한 왕정은 자신의 책에 묘사된 모든 농기구들과 함께 삽화의 체계적인 사용을 포함시켰다. 왕정은 또한 원(동그라미) 모양을 띤 농업용 달력을 만들었는데 그것은 천간, 지지, 사계절, 12개월, 24절기, 72일의 5일 주기를 포함하고 농사를 짓는 순서와 그것들의 필요성을 알리는 자연 현상, 별 모양, 현상학, 농작물을 재배하는 순서를 전달하고 있다.
왕정은 《농서》에 언급된 다양한 현대 농업의 관행 가운데 쟁기질, 파종, 관개, 뽕나무 재배 등을 나열하고 설명했다. 이 책은 중국의 많은 지역의 다양한 식료품과 제품들을 나열하고 설명했다. 이 책은 농기구 뿐만 아니라 식품 가공, 관개 장비, 다양한 종류의 밭, 의식용 그릇, 다양한 종류의 곡물 저장고, 수레, 선박, 기계 장치 및 많은 용도에 사용되는 직물 기계의 사용을 개략적으로 설명했다. 예를 들어 도면을 통해 묘사되고 설명된 많은 장치들 가운데 하나는 소의 움직이는 힘에 의해 작동되는 큰 기계적 방앗간이며 거대한 회전 톱니바퀴가 그것을 둘러싸고 있는 8개의 작은 톱니바퀴와 함께 맞물린다.
한학자들, 역사학자들에게 매우 흥미로운 연구의 대상인 왕정은 또한 중국 북부의 농업 기술과 중국 남부의 농업 기술의 차이를 설명했다. 중국 북부의 농업 기술의 주요 특징은 주로 건조한 토지 경작에 적합한 기술적 응용이었고 강화된 관개 경작은 중국 남부에 더 적합했다. 또한 왕정은 자신의 논문을 남부에서 잡초를 뽑기 위해 사용되었지만 북부에서는 거의 알려지지 않은 것과 같이 그것들이 더 널리 알려지기만 한다면 남부나 북부에서 독점적으로 발견되는 특정한 농업 관행이나 기술을 지지하는 지식을 퍼뜨리기 위한 수단으로 사용했다.

#### 《농서》의 구성
- 제1장 ~ 제6장[23]
  - 농업과 양잠에 대한 종합 처방

- 제7장 ~ 제10장[23]
  - 백곡에 관한 논문
  - 곡물(콩류, 대마, 참깨 포함)
  - 조롱박과 녹색 채소
  - 과일들
  - 대나무 및 기타(모시, 면화, 차, 염료 식물 등 포함)

- 제11장 ~ 제22장[23]
  - 농기구 도해
    - 들판용 체계
    - 농기구
    - 키버들과 바구니 그릇
    - 식품 가공 장비 및 곡물 저장
    - 의식용 선박, 운송
    - 관개 장비, 수력 공장 등
    - 밀 전용 특수 공구
    - 양잠업 및 방직업

## 같이 보기
- 목판 인쇄
- 요하네스 구텐베르크
- 서광계
- 중화인민공화국의 농업

### 참고 문헌
- Needham, Joseph (1986). Science and Civilization in China: Volume 4, Part 2. Taipei: Caves Books, Ltd.
- Needham, Joseph (1986). Science and Civilization in China: Volume 5, Part 1. Taipei: Caves Books, Ltd.
- Needham, Joseph (1986). Science and Civilization in China: Volume 6, Part 2. Taipei: Caves Books, Ltd.